# ئی‌ام‌دی جی‌پی۳۹دی‌سی
ئی‌ام‌دی جی‌پی۳۹دی‌سی (انگلیسی: EMD GP39DC) یک لوکوموتیو دیزلی ساخت شرکت جنرال موتورز الکترو-موتیو دیویژن است.
این لوکوموتیو که در ژوئن ۱۹۷۰ تولید شده دارای ۱۲ سیلندر و ۲۳۰۰ اسب بخار توان خروجی بوده است.